# Gavin Schilling
Gavin Marcel Valentin Schilling (* 10. November 1995 in München) ist ein deutsch-US-amerikanischer Basketballspieler. Schilling spielt auf der Position vier (Power Forward) und ist 2,06 Meter groß.

## Karriere
Schilling spielte zunächst Fußball, später an der Schule (Lycée Français de Chicago) in den USA auch American Football, Baseball und Basketball.
2009 wechselte er an die Loyola Academy nach Wilmette (Bundesstaat Illinois), dort gehörte er der American-Football- und der Basketballmannschaft an.
Während des Sommers 2010, den er in Deutschland verbrachte, nahm Schilling an einem Basketball-Camp in der Nähe von München teil und wurde an Ralph Junge vermittelt, den damaligen Cheftrainer der Urspringschule, der ein Basketballinternat angeschlossen ist. Junge bot Schilling ein Stipendium an, was dieser annahm und dann die Saison 2010/11 an der Urspringschule verbrachte und für die U16-Jugendmannschaft der SG Urspringschule/Schelklingen spielte. Er gewann mit der Mannschaft den deutschen Meistertitel in der deutschen U16-Bundesliga JBBL.
Zur Saison 2011/12 kehrte Schilling in die Vereinigten Staaten zurück, ging auf das De La Salle Institute in Chicago und spielte für dessen Basketballmannschaft. In der Saison 2012/13 spielte er für Findlay Prep, die Mannschaft der Henderson International School in Henderson (Bundesstaat Nevada).
Schilling begann 2013 dann seine College-Karriere an der Michigan State University. In seiner ersten Saison dort (2013/14) gewann er mit den „Spartans“ die Big Ten Conference und erreichte in der ersten NCAA-Division die Runde der letzten acht Mannschaften (Elite Eight). 2014/15 stieß er mit Michigan State unter die besten vier Mannschaften der NCAA-Endrunde vor (Final Four). In der Anfangsphase der Saison 2015/16 fiel Schilling aufgrund einer Zehenverletzung aus, anschließend setzten ihm Rückenprobleme zu. In der Vorbereitung auf die Saison 2016/17 zog er sich im Oktober 2016 eine Knieverletzung zu, aufgrund derer er das gesamte Spieljahr verpasste.
In seiner Abschlusssaison 2017/18 stand der insbesondere für seine Qualitäten als Verteidiger gerühmte Schilling für die Mannschaft von Michigan State in 34 Spielen auf dem Feld und erzielte im Schnitt 2,9 Punkte und 3,4 Rebounds je Begegnung. Ende Juni 2018 unterschrieb er beim Bundesligisten Ratiopharm Ulm seinen ersten Profivertrag. In seinem ersten Jahr in Ulm wurde er in 32 Bundesliga-Spielen eingesetzt und erzielte im Durchschnitt 2,8 Punkte sowie 3,2 Rebounds je Begegnung. 2019/20 steigerte er seine Werte auf 5,6 Punkte und 3,5 Rebounds je Begegnung.
Im Sommer 2020 verließ er Ulm in Richtung eines anderen Bundesligisten, den Basketball Löwen Braunschweig. Als einen wichtigen Grund für seinen Wechsel nach Niedersachsen nannte Schilling, dass er dort unter Trainer Peter Strobl spielen könne, mit dem er bereits in seinem ersten Ulmer Jahr zusammenarbeitete, als Strobl dort Co-Trainer war. Schilling erreichte in der Saison 2020/21 in der Bundesliga im Schnitt 10,9 Punkte und 7,5 Rebounds (zweitbester Wert der Liga) je Begegnung. Im Juli 2021 verpflichtete ihn der FC Bayern München, Schilling wechselte damit in seine Geburtsstadt. In 37 Bundesliga-Einsätzen für München erzielte er während der Saison 2021/22 im Schnitt 4,4 Punkte sowie 4,1 Rebounds. In der EuroLeague stand er in elf Partien auf dem Spielfeld (1,5 Punkte, 1,5 Rebounds/Spiel).
In der Sommerpause 2022 vermeldete der französische Erstligist Limoges CSP Schillings Verpflichtung. In der französischen Liga erzielte er in 19 Einsätzen im Schnitt 3,8 Punkte sowie 4 Rebounds. Ende Januar 2023 verließ er Limoges und ging zu Konyaspor in die Türkei.
Schilling schloss sich im Sommer 2023 Victoria Libertas Pesaro aus der italienischen Serie A an. Anfang November 2023 trennte man sich wieder. Im Sommer 2024 kehrte er nach Braunschweig zurück.

## Nationalmannschaft

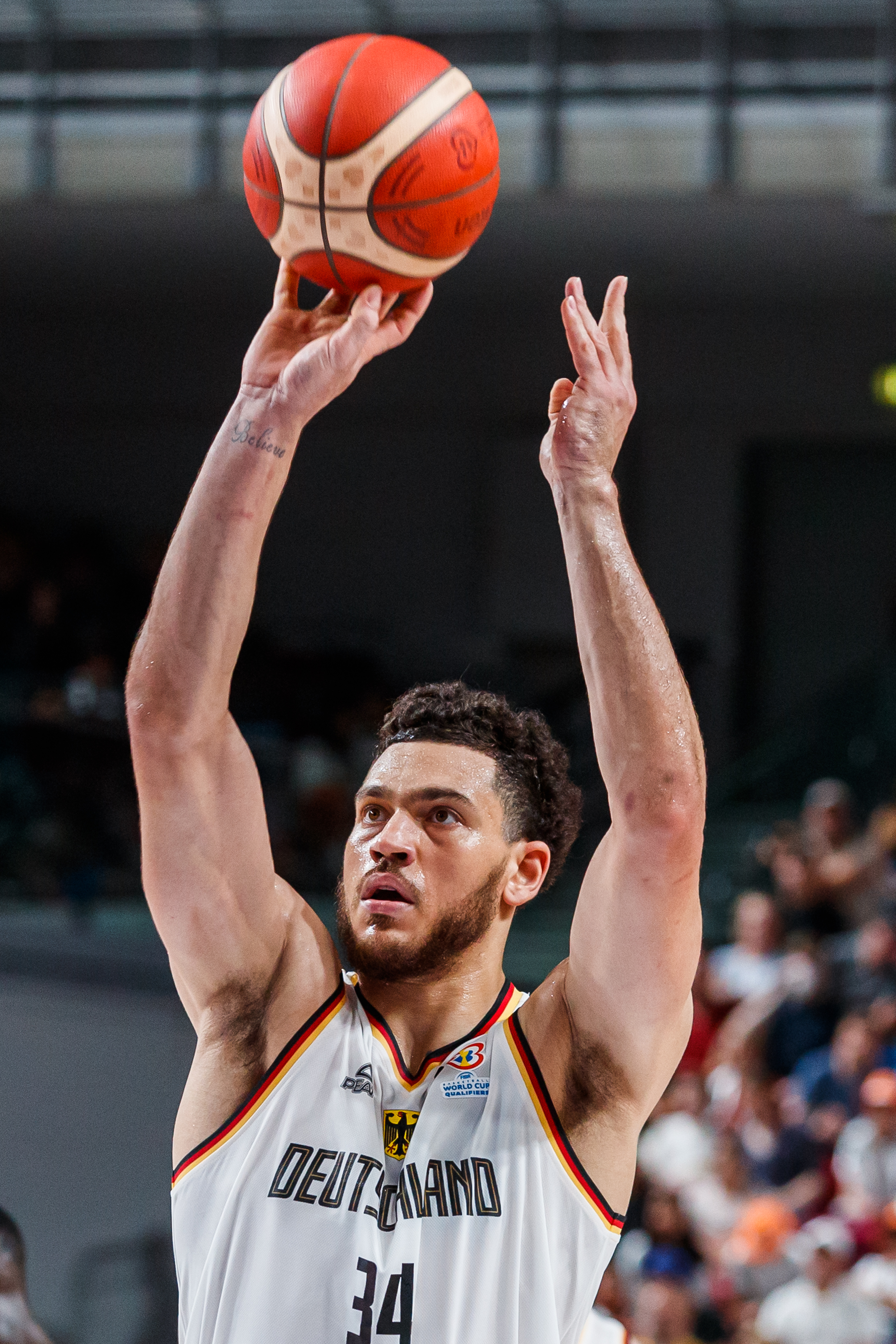
2022 bei einem Länderspiel

Im April 2012 nahm Schilling mit der deutschen U18-Nationalmannschaft am Albert-Schweitzer-Turnier teil und im August desselben Jahres an der U18-Europameisterschaft in Lettland und Litauen. Im Juni 2022 berief ihn Bundestrainer Gordon Herbert in die deutsche A-Nationalmannschaft, im selben Monat wurde Schilling in einem WM-Qualifikationsspiel gegen Estland erstmals in einem A-Länderspiel eingesetzt.

## Biografie
Schillings Mutter ist US-Amerikanerin und stammt aus Chicago, sein Vater Andreas Schilling ist Deutscher und spielte in der Handball-Bundesliga. Sein Patenonkel Rüdiger Neitzel gewann mit der Handballnationalmannschaft 1984 bei den Olympischen Spielen die Silbermedaille.
Gavin Schilling lebte nach seiner Geburt mit seiner Familie bis 2003 in Straßburg und wuchs dreisprachig (Deutsch, Englisch, Französisch) auf. 2003 zog er mit seiner Mutter und seinem Bruder nach Chicago und besuchte dort bis 2009 eine französische Schule.